# Eric Malone
Pour les articles homonymes, voir Malone.
Eric Malone  est un pilote américain professionnel de motomarine (jet-ski) à bras catégorie Freestyle.

## Biographie
Fort de ses différents titres de Champion du Monde IJSBA, il a créé sa société de développement et de vente d'accessoires de jet ski à bras.

## Palmarès en Pro
- Champion des États-Unis 
  - 15 titres
- Champion d'Europe 
  - 5 titres
- Champion du monde
  - 13 titres (1997, 1999, 2000, 2002, 2004, 2005, 2006)